# Mata Grande, Carrillo Puerto
Mata Grande är en ort i Mexiko.   Den ligger i kommunen Carrillo Puerto och delstaten Veracruz, i den sydöstra delen av landet, 270 km öster om huvudstaden Mexico City. Mata Grande ligger 275 meter över havet och antalet invånare är 153.
Terrängen runt Mata Grande är huvudsakligen platt, men västerut är den kuperad. Terrängen runt Mata Grande sluttar österut. Runt Mata Grande är det ganska tätbefolkat, med 134 invånare per kvadratkilometer. Närmaste större samhälle är Cuitláhuac, 7,3 km väster om Mata Grande. Trakten runt Mata Grande består till största delen av jordbruksmark.